# Antonio Elizeu
Antonio Elizeu de Godoy Vinagre (Santos, 17 oktober 1945) is een gewezen Braziliaanse voetballer.

## Carrière
Antonio Elizeu startte zijn voetbalcarrière bij Santos FC. In 1963 maakte hij zijn debuut in het eerste elftal, waar op dat ogenblik sterspeler Pelé alle aandacht naar zich toetrok. Elizeu was net als Pelé een aanvaller en verhuisde na twee seizoenen naar reeksgenoot EC Bahia. In 1966 trok hij even naar het Amerikaanse New York Generals alvorens terug te keren naar Bahia. In 1970 haalde RSC Anderlecht de Braziliaan naar België.
Bij Anderlecht werd Elizeu in die dagen een ploegmaat van onder meer Paul Van Himst, Gilbert Van Binst, Jan Mulder, Hugo Broos en Wilfried Puis. Maar trainer Pierre Sinibaldi deed amper een beroep op hem. Enkel in de Beker van België mocht Elizeu zijn waarde tonen. De Braziliaan kwam ook één keer in actie in de Jaarbeursstedenbeker. Hij verving aan de rust Van Binst, maar wist toch nog te scoren.
Na een seizoen zonder al te veel speelminuten trok de Braziliaanse aanvaller terug naar zijn vaderland. Opnieuw koos hij voor zijn ex-club Bahia. Maar na twee seizoenen besloot hij het toch nog eens te proberen in een Europese competitie. Deze keer verhuisde Elizeu naar Portugal. Bij CF Belenenses kreeg hij meer kansen dan bij Anderlecht, maar veel doelpunten leverde dat niet op. Elizeu kon niet doorbreken en keerde voor de tweede keer na een mislukt avontuur terug naar Brazilië. Daar speelde hij nog enkele jaren voor Vitoria de Salvador.
De nationale ploeg van Brazilië behoorde in de periode van Antonio Elizeu tot de beste van de wereld. Toch slaagde de aanvaller er in om acht A-caps voor de Seleção te verzamelen.